# Суміда Рін
Суміда Рін (яп. 隅田 凜; нар. 12 січня 1996) — японська футболістка. Вона грала за збірну Японії.

## Клубна кар'єра
У 2012 році дебютувала в «Ніттере Бередза». У 2019 році вона перейшла до «Минаві Веґальта Сендай».

## Кар'єра в збірній
Дебютувала у збірній Японії 9 квітня 2017 року в поєдинку проти Коста-Рики. З 2017 по 2018 рік зіграла 22 матчі в національній збірній.

## Статистика виступів
| Збірна Японії | Збірна Японії | Збірна Японії |
| Рік           | Матчі         | Голи          |
| ------------- | ------------- | ------------- |
| 2017          | 7             | 0             |
| 2018          | 15            | 0             |
| Загалом       | 22            | 0             |